# Bartolomeo degli Organi
 (juillet 2025).
Bartolomeo degli Organi, né le 24 décembre 1474, et décédé le 12 décembre 1539, est un compositeur, chanteur et organiste italien. Résident de Florence, il est étroitement lié à Laurent de Médicis, et a été le professeur de musique du compositeur florentin Francesco Layolle, ainsi que du fils de Machiavel, Guido.

## Biographie
Bartolomeo degli Organi est né à Florence, où il a vraisemblablement vécu la plus grande partie de sa vie. À partir de 1488, il est chanteur à la basilique de la Santissima Annunziata, et en est nommé chanteur de la chapelle baptismale par Laurent de Médicis. Il est également organiste en différents lieux à Florence, et obtient en 1509 le poste d'organiste de la cathédrale, poste qu'il conservera pour le restant de sa vie.
Bartolomeo fait partie intégrante de la vie artistique et culturelle florentine. En plus d'appartenir à l'entourage de Laurent de Médicis, il compte parmi ses amis le poète Laurent Strozzi, et est le professeur de musique du fils de Nicolas Machiavel. Il a peut-être également été l'un des professeurs de Francesco Corteccia, le musicien florentin le plus en vue au milieu du XVIe siècle.
Certains de ses enfants et petits-enfants deviendront par la suite de célèbres musiciens à Florence, dont ses fils Antonio, Lorenzo, Piero, et son petit-fils Baccio degli Organi, professeur de musique florentin au XVIe siècle.

## Œuvre et influences
Peu d'œuvres musicales de Bartolemeo nous sont parvenues ; seule une quinzaine de morceaux est présente dans les sources de l'époque, au sein de laquelle on compte dix chansons profanes, une lauda, et quatre compositions instrumentales. Les chansons sont caractéristiques du style populaire de l'époque : rythmique simple, caractère homophonique, phrasé clair, strophique. Huit de ces chansons sont des ballate. Malgré son appartenance à la Santissima Annunziata, une seule de ses compositions sacrées a survécu : il s'agit d'une lauda, Sguardate il Salvatore, adaptation probable d'un chant profane.
Une influence de l'école franco-flamande est clairement perceptible dans sa musique. Il a repris l'air de la célèbre chanson De tous biens plaines, de Hayne van Ghizeghem, pour une de ses pièces instrumentales. Pour ses pièces, il a également fait usage de certains motifs créés par Alexandre Agricola, compositeur flamand qui a travaillé à Florence au début des années 1490, et a peut-être été le professeur de Bartolomeo.